# Suwon
Suwon je město v Jižní Koreji. Je hlavním městem provincie Kjonggi. Nachází se přibližně 30 km na jih od Soulu. Počet obyvatel přesahuje 1,1 milionu. Suwon je jediným městem v Jižní Koreji s kompletně zachovalými hradbami a nachází se zde také pevnost Hwasong, což z něj činí častý cíl turistů. Město je také centrum vzdělání, nachází se zde 14 univerzitních kampusů.
Přes Suwon vede železniční trať Soul – Pusan. Ve městě sídlí Samsung Electronics, velká dceřiná společnost konglomerátu Samsung Group. Je to největší světový výrobce tzv. chytrých telefonů (smartphones).

## Partnerská města
- Ašahikawa, Japonsko (1989)
- Bandung, Indonésie (1997)
- Curitiba, Brazílie (2006)
- Čedžu, Jižní Korea (1997)
- Čirčik, Uzbekistán (2009)
- Fás, Maroko (2003)
- Freiburg im Breisgau, Německo (2015)
- Provincie Haj Duong, Vietnam (2004)
- Kazvín, Írán (2016)
- Kluž, Rumunsko (1999)
- Nižnij Novgorod, Rusko (2005)
- Pchohang, Jižní Korea (2009)
- Provincie Siem Reap, Kambodža (2004)
- Tchäan, Jižní Korea (2009)
- Toluca, Mexiko (1999)
- Townsville, Austrálie (1997)
- Ťi-nan, Čína (1993)
- Yalova, Turecko (1999)